# Fürstenstaat

Staaten und Provinzen Britisch-Indiens (Fürstenstaaten gelb und grün)

Als Fürstenstaaten (englisch Princely States oder Native States) werden die nominell unabhängigen, von einheimischen Fürsten regierten Staaten unter britischer Oberhoheit in Indien bezeichnet.

## Geschichte
Nicht nur Indien kennt die historische Aufeinanderfolge von großen Staatsgebilden (Maurya-Reich, Kuschana, Gupta-Reich, Mogulreich und so weiter) und deren wiederholten Zerfall in Kleinstaaten. Bereits unter dem Mogulherrscher Aurangzeb und dessen Söhnen war die Zentralmacht nur noch zeitweise in der Lage, das Riesenreich effektiv zu kontrollieren und zu verwalten; man entsandte Gouverneure (subahdars, nawabs) oder delegierte einen Teil der Macht an lokale Heerführer und Fürsten. Diese Zersplitterung Nordindiens in kleine Staatsgebilde, die immer wieder regionale Machtkonflikte zur Folge hatte, erleichterte den Briten im 18. und 19. Jahrhundert die allmähliche Machtübernahme enorm.
Anders als die unter direkter britischer Verwaltung stehenden Provinzen in Britisch-Indien hatten die Fürstenstaaten Verträge mit Großbritannien, die ihnen unterschiedliche Grade regionaler Autonomie erlaubten. Jeder Staat hatte seinen eigenen Herrscher, eigene Gesetze, Feiertage und so weiter, stand jedoch unter britischer Aufsicht und britischem Schutz. Als Indien 1947 unabhängig wurde, gab es 565 solcher Fürstenstaaten, die zusammen 48 Prozent der Fläche Britisch-Indiens und 28 Prozent von dessen Bevölkerung umfassten. Davon waren allerdings ein Drittel nicht mehr als Rittergüter auf der Halbinsel Kathiawar (Gujarat), die bis zum Sieg der Briten im Jahre 1802 über die Marathen Vasallen des Peshwa von Pune oder des Gaekwad von Baroda (Vadodara) gewesen waren, manchmal nur ein oder zwei Dörfer umfassten und nicht einmal über die hohe Gerichtsbarkeit verfügten.
Im 19. Jahrhundert unterstanden von den damals 610 Fürstenstaaten die vier größten, nämlich Hyderabad, Mysore, Kaschmir und Baroda, unmittelbar dem britischen Generalgouverneur (bis 1857 der Britischen Ostindien-Kompanie), 168 andere unterstanden zwei politischen Agenturen, der Rajputana Agency und der Central India Agency. Die restlichen 438 Staaten unterstanden den Provinzgouverneuren, wobei die weitaus meisten auf die Präsidentschaft Bombay entfielen (Halbinsel Kathiawar).

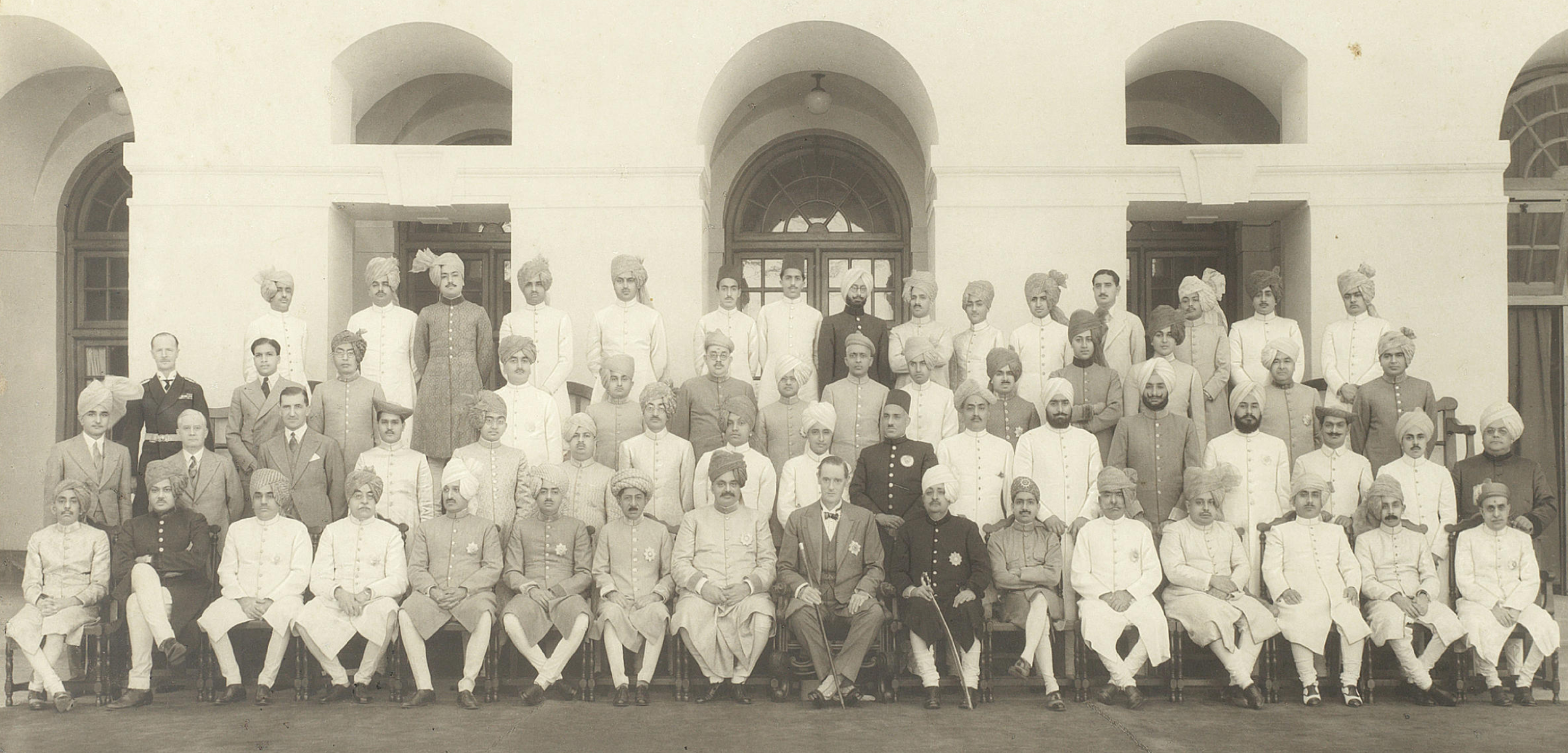
Chamber of Princes im März 1941

Politisch waren die Herrscher ab 1921 in der Chamber of Princes vertreten und hatten im indischen Parlament eine beratende Funktion. 
Im Jahr 1947, dem Jahr der Unabhängigkeit und Teilung Indiens in einen hinduistischen Teil, die Indische Union, und einen muslimischen Teil, Pakistan (einschließlich des heutigen Bangladeschs), wurde den Fürsten die Wahl gelassen, an welchen der beiden Staaten sie sich anschließen wollten, ohne dass die Bevölkerung befragt wurde. Zumeist bereitete dies keine Probleme, doch in drei größeren Fürstenstaaten führte dies zu Konflikten. Die kleineren Fürstentümer schlossen sich 1947/1948 zu Föderationen zusammen (Rajasthan, Patiala and East Punjab States Union, Madhya Bharat, Vindhya Pradesh, Eastern States Union, United Deccan States, Saurashtra, Travancore-Cochin), bis sie im Jahr 1956 in den heutigen Bundesstaaten aufgingen (siehe Geschichte Indiens).

## Konflikte

### Junagadh
Der Nawab von Junagadh, dem zweitgrößten Staat auf der Halbinsel Kathiawar (heute zu Gujarat), entschloss sich entgegen der mehrheitlich hinduistischen Bevölkerung zum Anschluss an Pakistan. Die Bevölkerung revoltierte, woraufhin der Nawab nach einem kurzen Krieg nach Karatschi floh; der Staat wurde nach einer Volksabstimmung im Jahr 1948 von Indien annektiert.

### Hyderabad
Ähnlich ging es dem Nizam von Hyderabad in Zentralindien, der beschlossen hatte, unabhängig zu bleiben. Nach vielen ergebnislosen Verhandlungen nahm Indien einige Übergriffe lokaler Milizen auf Züge, die Hyderabad durchquerten, zum Anlass einer Polizeiaktion (Operation Polo) und annektierte den Staat gewaltsam. Dem abgesetzten Nizam wurde jedoch erlaubt, in Hyderabad zu bleiben. Von 1950 bis 1956 amtierte er als Rajpramukh (Staatsoberhaupt) des indischen Bundesstaates Hyderabad, der 1956 aufgelöst und zwischen drei neuentstandenen Staaten aufgeteilt wurde.

### Kaschmir
Im mehrheitlich muslimischen Kaschmir, das von einem hinduistischen Maharadscha regiert wurde, revoltierten muslimische Milizen und erhielten Unterstützung vom benachbarten Pakistan. Der Maharadscha, der es bisher vermieden hatte, sich für Indien oder Pakistan zu erklären, da auch er seine Unabhängigkeit erhalten wollte, erklärte den Beitritt zur Indischen Union, um seinen Sturz zu verhindern. Dies führte zum bis heute andauernden Kaschmir-Konflikt und dem ersten Krieg zwischen Indien und Pakistan.

## Verwaltung

### Münzwesen
Folgende Fürstenstaaten gaben im 20. Jahrhundert Münzen heraus, die neben den britischen Kolonialmünzen gültige Zahlungsmittel waren: Bahawalpur, Baroda, Bhavnagar, Bikaner, Bundi, Cooch Behar, Datia, Dewas ältere Linie, Dhar, Marwar, Dungarpur, Faridkot, Gwalior, Haiderabad, Indore, Jaipur, Jind, Junagadh, Khanbayat, Kishangarh, Kachchh, Malerkotla, Mewar, Patiala, Rajkot, Rewah, Sailana, Travancore, Tripura, Tonk.

### Postwesen
Ein eigenes Staatspostwesen hatten zumindest zeitweise Alwar, Bahawalpur, Bamra, Barwani, Bhopal, Bhor, Bijawar, Bundi, Bussahir, Chamba, Charkhari, Cochin, Dhar, Dungarpur, Duttia (Datia), Faridkot, Gwalior, Haiderabad, Idar, Indore, Jaipur, Jammu und Kaschmir, Jasdan, Jhalawar, Jind, Kishangarh, Kotah, Las Bela, Morvi, Nabha, Nandgaon, Nawanagar, Orchha, Patiala, Punch, Rajasthan, Rajpipla, Shahpura, Sirmur, Soruth, Tonk, Travancore, Travancore-Cochin und Wadhwan.